# Коробейникова Лариса Вікторівна
Лариса Вікторівна Коробейникова (рос. Коробейникова Лариса Викторовна, 26 березня 1987) — російська фехтувальниця, олімпійська медалістка.

## Виступи на Олімпіадах
| Олімпіада   | Дисципліна           | Місце |
| ----------- | -------------------- | ----- |
| Лондон 2012 | рапіра, командні     | 2     |
| Токіо 2020  | індивідуальна рапіра | 3     |
| Токіо 2020  | командна рапіра      | 1     |